# Lina Annab
Lina Annab es una empresaria y política jordana, actual ministra de turismo y antigüedades de su país.

## Biografía
Se graduó de la Universidad de Georgetown en los Estados Unidos, y ha sido Gerente General en Zara Investment Company desde 2008.
Fue nombrada Ministra de Turismo y Antigüedades en el gabinete de Hani Al-Mulki en junio de 2016. Fue miembro del consejo del Centro Americano de Investigación Oriental, renunciando a su puesto después de que fuera nombrada ministra.
El Ministerio de Turismo bajo su tutela ha estado tratando de apoyar al sector turístico jordano, afectado tras un atentado en Al Karak en 2016 por parte del Estado Islámico. También ha buscado aumentar las inversiones en dicho sector. A pesar de la disminución en el número de turistas, la posición de Jordania en el índice de viajes ha aumentado.
Entre sus actividades, patrocinó la cumbre de la Aviación Árabe en Jordania el 3 de diciembre de 2016, dirigió la delegación jordana a la 41.ª sesión del Comité del Patrimonio Mundial de la UNESCO y ayudó a organizar un festival de ópera en Jordania en 2017, que fue el primero en su tipo en el mundo árabe. Sobrevivió a una reorganización del gabinete ese mismo año.
En 2017, la revista Forbes la ubicó en octavo lugar dentro de las «10 mujeres árabes en el gobierno más poderosas» de ese año.